# Henkel
Henkel je nemačka hemijska kompanija i kompanija robe široke potrošnje sa sedištem u Diseldorfu, Nemačkoj. To je multinacionalna kompanija aktivna i u potrošačkom i industrijskom sektoru. Osnovana 1876, kompanija je organizovana u tri globalno delujuća poslovna sektora: deterdženti i kućna hemija, nega lepote i adhezivi.

## Istorija
Kompaniju je osnovao Fridrih("Fric") Karl Henkel sa još dva partnera 1876. godine u Ahenu pod nazivom Henkel&Cie. Njegov prvi proizvod bio je univerzalni deterdžent (nem. Universalwaschmittel) na bazi natrijum silikata.
Kako bi iskoristio bolje transportne veze i prodajne mogućnosti, Henkel je 1878. premestio svoju kompaniju u Diseldorf na Rajni, gde se nalazi i danas. Diseldorf je smešten u Rurskoj oblasti, koja je od 19. veka postala jedna od najznačajnijih industrijskih područja Nemačke. Te godine pojavio se prvi deterdžent nemačke robne marke: Henkelova izbeljujuća soda, proizvod pristupačne cene isporučivan u čvrstim papirnim kesama. Napravljen od natrijum silikata (vodenog stakla) i natrijum karbonata (sode), bio je rezultat Henkelovog sopstvenog istraživanja. Prodaja Henkelove izbeljujuće sode toliko je porasla za samo godinu dana, da iznajmljena fabrika u Diseldorfu nije bila u mogućnosti da ispuni zahteve. Henkel je odlučio da izgradi sopstvenu fabriku.
Henkel je 1886. godine otvorio međunarodnu kancelariju za prodaju u Austriji, dok je 1893. uspostavio prve poslovne veze sa Engleskom i Italijom.
Kompanija Švarckopf (Schwarzkopf), koju je osnovao Hans Švarckopf, 1903. godine izbacila je na tržište suvi šampon, dok 1927. predstavlja i tečni šampon.
Persil je izašao 1907. godine kao prvi “samodelujući" deterdžent za veš.
Henkel je od početka bio porodično vođen posao. Fric Henkel Mladi (1875-1930) pridružio se firmi 1893. godine kao šegrt. Ubrzo je postao desna ruka svog oca u komercijalnim (trgovačkim) pitanjima. On je dodatno razvio već uspešan marketing Henkela, proizvode ove robne marke uspeo je da plasira na zavidan položaj i bio je odgovoran za terensku službu kompanije. Postao je partner u Henkelu 25. jula 1904. godine. Hugo Henkel (1881-1952), najmladji sin Frica Henkela Starijeg, pridružio se kompaniji 25. aprila 1905. godine kao hemičar. Bio je nadležan za hemijske proizvode i tehnologiju. Tokom godina, postavio je temelj sistematskom istraživanju i uveo napredne tehnologije i nove sirovine. Postao je partner 1908. godine.
Francuske i belgijske snage okupirale su Rursku oblast 11. januara 1923. godine. Okupacija je učinila isporuku adheziva (lepkova) od dobavljača,koji su se koristili za pakovanje Persila, nepouzdanim. To je prouzrokovalo Henkelovu internu proizvodnju adheziva za sopstvene potrebe. Henkel uviđa potražnju adheziva na tržištu i 22. juna 1923. prva pošiljka adheziva napušta fabriku.
Švarckopf plasira na tržište Šauma šampon 1949. godine i time označava početak najuspešnijih nemačkih šampona.
Prit, prvi svetski lepak u stiku, debitovao je 1969. godine. Tokom godina, drugi proizvodi su predstavljeni u okviru ovog brenda, označavajući Henkelov značaj u sektoru kancelarijskih materijala. Izvoz Prita počeo je iste godine, vremenom ga čineći Henkelovim najrasprostranjenijim globalnim brendom.
Počev od 1960-ih, Henkel je kombinovao organski rast sa strategijskim prisvajanjima kompanija:
- Kupovinom kompanije SCC (eng. Standard Chemical Company) 1960. godine, Henkel pristupa američkom tržištu hemijskih proizvoda
- Kupovina kozmetičke kompanije Hansa Švarckopfa 1995. godine
- Kupovina Loktajt korporacije 1997. godine
- Kupovina Dajl korporacije 2004. obezbedila je Henkelu uporište na severnoameričkom tržištu
- Kupovina San korporacije 2016. godine

Na mestu izvršnog direktora od maja 2016. do decembra 2019. godine nalazio se Hans van Bajlen, koga je od 1. januara 2020. nasledio Karsten Nubel.

## Adhezivi
Henkel vodi na globalnom tržištu u polju proizvodnje adheziva. Ovaj sektor nudi širok asortiman lepila, zaptivnih masa i funkcionalnih premaza za industriju i potrošače u okviru brendova kao što su Loktajt, Tehnomelt, Prit, Cerezit.
Industrija obuhvata 4 oblasti:
- Lepkovi za pakovanje i robe široke potrošnje
- Transport i metal
- Opšta industrija
- Elektronika

Sektor za potrošače, zanatlije i građevinu plasira na tržište brojne proizvode namenjene privatnim, trgovinskim i građevinskim korisnicima.
U junu 2018, Henkel je otvorio novo središte tehnologije 3D štampanja u Talatu, Irskoj. Iste godine, Henkel je postavio kamen temeljac novog globalnog centra za inovacije poslovnog sektora Adheziva Tehnologije u sedištu kompanije u Diseldorfu, uloživši više od 130 miliona evra. Planirano je da se centar otvori krajem 2020.

## Nega lepote
Henkelov sektor za negu lepote je jedan od vodećih kozmetičkih preduzeća u svetu, koje plasira proizvode za maloprodajna i profesionalna tržišta. Poslovni sektor robe široke potrošnje (maloprodaja) aktivan je u oblastima kozmetike za kosu,nege tela, nege kože i oralne higijene. Među najpoznatijim brendovima nege lepote su Švarckopf, Dajl, Sajos (Syoss).

## Deterdženti i kućna hemija
Henkelov najpoznatiji brend je Persil, predstavljen 1907, bio je prvi komercijalni “samodelujući“ deterdžent za veš, što je označavalo mehuriće koji formiraju izbeljivač (natrijum perborat) sa komponentom sapuna (silikati). Skraćenice imena dva glavna sastojka, perborata i silikata, dale su naziv ovog proizvoda.
Danas se Henkelov asortiman proizvoda  za pranje veša i kućnu negu kreće  od specijalnih deterdženata, aditiva za veš do proizvoda za pranje sudova, sredstava za čišćenje tvrdih površina i toaleta, osveživača vazduha i sredstava za insekte(insekticida).
Među ostalim brendovima nalaze se Pureks prašak i tečni deterdžent za pranje veša, San tečni deterdžent za pranje veša, Vernel/Silan omekšivač, Somat/Glist tablete namenjene za mašinu za pranje sudova, Pril tečnost za pranje.

## Održivost
Kompanija je 2008. objavila ciljeve održivosti za 2012. godinu, koji su bili ispunjeni do kraja 2010. godine: potrošnja energije smanjena je za 21%, potrošnja vode za 26%, a količina proizvedenog otpada za 24%. U istom periodu smanjen je broj nezgoda na radu za 29%.
Prestavljen 2012. godine, cilj nove Henkelove strategije održivosti za 2030, je postići više sa manje i utrostručiti efikasnost. Strategija je podeljena na dva fokusna područja:
1. "stvaranje veće vrednosti" što obuhvata oblasti društvenog napretka, bezbednosti i zdravlja, kao i učinka kompanije
2. "smanjenje otiska"  što obuhvata energiju i klimu (smanjenje potrošnje energije i emisije štetnih gasova), materijale i otpad (korišćenje manje sirovina i stvaranje manje otpada), vodu i otpadne vode (smanjenje potrošnje vode i stvaranje otpadnih voda)[11]

Dugo se smatralo da su rast i potrošnja resursa povezani i da nije moguće postići jedno bez drugog. Povećanje broja stanovnika i životnog standarda uvek je podrazumevalo iskorišćavanje sve više zemljinih resursa. Uz očekivani rast broja stanovnika do približno devet milijardi ljudi do 2050. godine, potrošnja resursa će u narednim decenijama biti sve veća, s obzirom da se prirodni resursi poput fosilnih goriva ili vode troše puno brže nego što planeta može da ih proizvede. Ovakav razvoj predstavlja izazov za budućnost, istovremeno on nudi i veliki potencijal: inovacije i ostvarivanje više sa manje će biti ključ za postizanje održivosti. Potrebna su rešenja koja omogućavaju ljudima da dobro žive, upotrebljavajući sve manje materijala. Ova ideja je u središtu Henkelove strategije održivosti, jer teži pronalasku novih ideja za razvoj i poboljšanje kvaliteta života bez upotrebe dodatnih resursa. 

## Konkurencija
Među glavnim konkurentima Henkela nalaze se Unilever, P&G, Loreal.

## Henkel u Srbiji
Henkel Srbija posluje na tri lokacije: fabrika za praškaste i tečne deterdžente se nalazi u Kruševcu, fabrike građevinskih lepkova i tečnih maltera su u Inđiji, a administrativni centar se nalazi u Beogradu. U Srbiji posluju sva tri poslovna sektora: Adhezivi Tehnologije, Nega lepote i Deterdženti i kućna hemija. Najvažniji brendovi u Srbiji su Meriks, Persil, Mer, Dečiji sapun, Bref, Pervol, Silan, Fa, Sajos, Švarckopf, Cerezit, Tomsit, Loktajt.

## Spoljašnje veze
- Zvanični veb-sajt